# باتريك ناغل (فنان)
باتريك ناغل (بالإنجليزية: Patrick Nagel)‏ هو فنان أمريكي، ولد في 25 نوفمبر 1945 في دايتون في الولايات المتحدة، وتوفي في 4 فبراير 1984 في سانتا مونيكا في الولايات المتحدة بسبب نوبة قلبية.

## وصلات خارجية
- باتريك ناغل على موقع IMDb (الإنجليزية)
- باتريك ناغل على موقع إن إن دي بي (الإنجليزية)